# Kuk (bóstwo)
Kuk – prabóstwo egipskie uosabiające ciemność, przedstawiane w postaci żaby. Razem ze swoją żeńską formą Kauket tworzył jedną z par hermopolitańskiej Wielkiej Ósemki (Ogdoady).